# کانایولا
کانایولا (به ایتالیایی: Cannaiola) یک منطقهٔ مسکونی در ایتالیا است که در تروی، اومبریا واقع شده‌است. کانایولا ۷۳۰ نفر جمعیت دارد و ۲۱۸ متر بالاتر از سطح دریا واقع شده‌است.